# Zulfikar Ali Bhutto

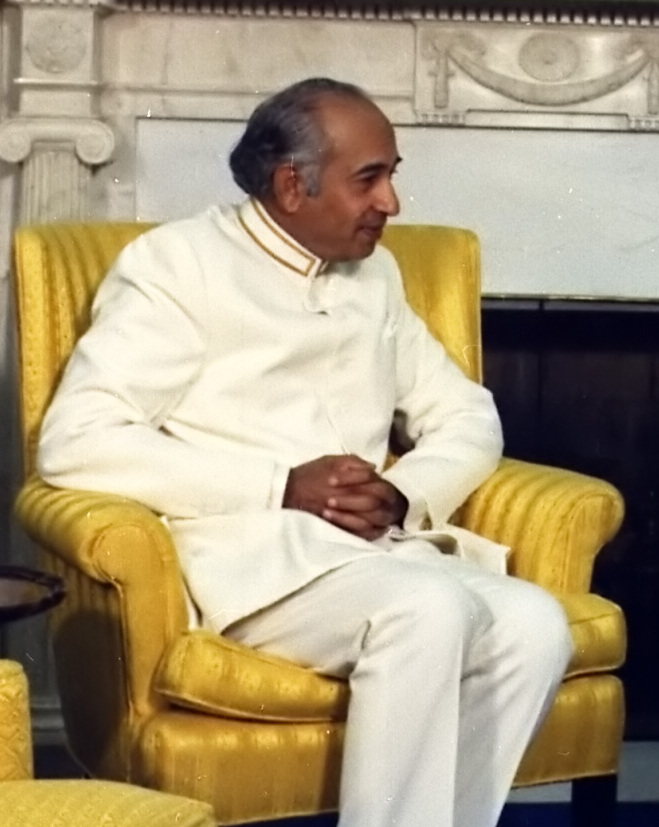
Zulfikar Ali Bhutto em 1974

Zulfikar Ali Bhutto, em urdu ذوالفقار علی بھٹو, (Larkana, 5 de janeiro de 1928 — Rawalpindi, 4 de abril de 1979) foi um político paquistanês. Líder do Partido Popular do Paquistão (Pakistan People's Party - PPP), Bhutto foi presidente do Paquistão entre 1971 e 1973 e primeiro-ministro entre 1973 e 1977. Ele era pai da ex-primeira ministra paquistanesa Benazir Bhutto.

## Biografia
Ali Bhutto assumiu a presidência do Paquistão em 1971, logo após a derrota do país na Terceira Guerra Indo-Paquistanesa. Desde que assumiu o poder, Bhutto deu início a um vasto programa de nacionalizações, principalmente da indústria de base, e a um ambicioso projeto de reforma agrária. Todos os bancos foram nacionalizados em janeiro de 1974. Os militares foram alijados dos cargos de decisão política, mas a parcela do orçamento destinada à defesa nacional foi ampliada para 6% do PIB. Não obstante, as iniciativas de Bhutto geraram descontentamento, em especial entre os empresários, ressentidos com as nacionalizações, e entre os religiosos islâmicos, que rejeitavam a política de tendência socialista.
Em 1972, o serviço de informações paquistanês descobriu que a Índia estava perto de desenvolver uma bomba nuclear. Em reação, Bhutto formou um grupo de engenheiros com o propósito de fazer o mesmo.  Em 1973, com a adoção de uma nova constituição, de corte federalista, os poderes do Estado foram transferidos para o primeiro-ministro, para cujo cargo a Assembleia Nacional elegeu Bhutto. Em 1974, após o bem sucedido teste nuclear indiano, Bhutto prometeu que o Paquistão teria a sua bomba.
Durante o governo Bhutto, uma séria revolta ocorrida no Baluchistão foi reprimida com o auxílio presumido do xá da Pérsia, temeroso de que a rebelião contaminasse  a província iraniana de Sistão-Baluchistão.
Nas eleições gerais de 1977 - o segundo pleito geral da história do Paquistão - nove partidos de oposição aliaram-se contra o PPP. O resultado, porém, favoreceu o o partido de Bhutto, que elegeu 150 deputados numa assembleia de 200 assentos. A oposição contestou violentamente os resultados, que teriam sido marcados, alegava, pela fraude e coação. Estalaram então manifestações e distúrbios no país. Frente a esta situação, o general Muhammad Zia-ul-Haq decidiu impor a lei marcial no Paquistão, em 5 de julho de 1977, e destituiu Ali Bhutto do cargo de primeiro-ministro. 
Ali Bhutto foi preso, julgado e condenado à morte na forca, pelo suposto assassinato do pai de um dissidente do PPP.